# 瓦西里·叶梅利亚诺维奇·谢尔吉延科
瓦西里·叶梅利亚诺维奇·谢尔吉延科（俄语：Василий Емельянович Сергиенко，1920年—1945年）苏联陆军中尉，在苏德战争中牺牲，被追授苏联英雄称号。

## 生平
1920年生于滨海边疆区农民家庭。高中毕业后在符拉迪沃斯托克造船厂工作。1942年应征入工农红军，赴前线参与战斗。1943年晋升中尉。1944年3月17日获得红星勋章。
1945年1月，他担任乌克兰第一方面军第13集团军第121步枪师第337步枪团的排长，在解放华沙战役期间表现优异。他率领的排是第一批越过奥得河，并且攻占西岸桥头堡的部队。1月29日，他第一个攻入罗德滕（现魯德納）。1945年3月18日，他在下西里西亚的战斗中牺牲，被埋葬在波爾科維采镇以东9公里处。
1945年4月10日，根据苏联最高苏维埃的决议，他被追授苏联英雄荣誉称号、金星奖章及列宁勋章。